# مالو، دانمارک
مالو (به دانمارکی: Måløv) یک منطقهٔ مسکونی در دانمارک است که در شهرداری بالروپ واقع شده‌است. مالو ۸٬۶۸۱ نفر جمعیت دارد.